# Saison 2013 de l'équipe cycliste Aguardiente Antioqueño-Lotería de Medellín
La saison 2013 de l'équipe cycliste Aguardiente Antioqueño-Lotería de Medellín est la vingt-et-unième de cette équipe colombienne, lancée le 2 février 1993. Ayant pris le statut d'équipe continentale, les deux années précédentes, elle redémarre la saison 2013 au plus haut niveau amateur. Outre les deux titres nationaux du contre-la-montre, la victoire la plus importante de l'année est obtenue dans le Tour de Colombie Espoirs, par César Villegas.

## Avant-saison
Bénéficiant depuis sa fondation de l'appui des gouvernements départementaux successifs, par l'intermédiaire de l'entité à but non lucratif Indeportes Antioquia, la situation financière difficile de celle-ci, début 2012, amène des coupes budgétaires dans de nombreux secteurs. Ainsi, pour cette seule année 2012, le budget du club de cyclisme Orgullo Paisa est amputé de 30 %. Sachant que le tiers de ce budget est alloué pour le fonctionnement des autres disciplines et catégories d'âge, l'existence, même, de l'équipe Élite est, un temps, engagée. Grâce à l'appui du gouverneur, Sergio Fajardo, est trouvée une solution. L'entreprise gouvernemental Fábrica de Licores de Antioquia (es) (dont l'eau de vie Aguardiente Antioqueño est le produit phare) devient sponsor et pallie le manque au niveau budgétaire, mais le nouveau gouverneur précise que le sport de haut niveau doit être financé par les entreprises privées. Il appelle, ainsi, les responsables de l'équipe à se mettre, dès lors, à la recherche de sponsors privés, pour la saison 2013 et les suivantes. Sans appui financier du département, selon la volonté politique du gouverneur, la formation doit quitter la catégorie continentale.

### Arrivées et départs
Elle subit une véritable saignée avec le départ de la grande majorité de ses coureurs, dont dix chez Colombia - Claro. Pourtant sur le point de mourir, la formation se renforce avec des athlètes de haut niveau comme Rafael Infantino, Mauricio Ortega et Isaac Bolívar, issus des rangs de l'équipe cycliste EPM-UNE, Juan Diego Ramírez ou bien encore Jairo Salas. Fin février 2013, Mauricio Ardila trouve un accord et revient dans l'équipe du programme Orgullo Paisa avec laquelle, il avait remporté la Vuelta de la Juventud (le Tour de Colombie Espoir), deux années de suite, en 1999 et en 2000. Il y rejoint son cousin Alex Cano et le directeur sportif de ses débuts, Gabriel Jaime Vélez.
| Arrivée            | Équipe 2012                              |
| ------------------ | ---------------------------------------- |
| Mauricio Ardila    | Colombia-Claro                           |
| Jáder Betancur     | Movistar Continental (Sub 23)            |
| Isaac Bolívar      | EPM - UNE (Sub 23)                       |
| Alexis Castro      | Formesan - Bogotá Humana - Pinturas Bler |
| Rafael Infantino   | EPM - UNE                                |
| Mauricio Ortega    | EPM - UNE                                |
| Juan Diego Ramírez | Supergiros - Redetrans                   |
| Jairo Salas        | GW Shimano - Chec - Envía                |
| Jaime Suaza        | GW Shimano - Chec - Envía                |

| Départ            | Équipe 2013                      |
| ----------------- | -------------------------------- |
| Janier Acevedo    | Jamis-Hagens Berman              |
| Julián Atehortúa  | Coldeportes-Claro                |
| Fernando Gaviria  | Coldeportes-Claro                |
| Sebastián Henao   | Coldeportes-Claro                |
| Daniel Jaramillo  | Coldeportes-Claro                |
| Luis Felipe López | Coltejer - Alcaldía de Manizales |
| Cristhian Montoya | Coldeportes-Claro                |
| Jorge Noreña      | Coldeportes-Claro                |
| Argiro Ospina     | Movistar                         |
| Darwin Pantoja    | Movistar Team America            |
| John Fredy Parra  | Coltejer - Alcaldía de Manizales |
| Jonathan Quiceno  | Coldeportes-Claro                |
| Kevin Ríos        | Coldeportes-Claro                |
| Julián Rodas      | Coldeportes-Claro                |
| Yean Rodríguez    | 472-Colombia                     |
| William Valencia  | Coldeportes-Claro                |

### Matériel
Fidèle à la marque de cycles taïwanaise Giant, l'équipe utilise le vélo Giant TCR Advanced SL-ISP, lors du Tour de Colombie.

## Déroulement de la saison

### Printemps et tour de Colombie
La saison cycliste colombienne commence véritablement à la fin mars par la Vuelta al Valle. L'équipe Élite et les moins de 23 ans de la formation sont au départ. Les résultats sont faibles, pas de victoire d'étape et une sixième place à l'arrivée pour Isaac Bolívar. Seuls deux classements annexes sont remportés, la catégorie Espoir par ce même Bolívar et le trophée des étapes volantes par Jairo Salas. Un mois auparavant, les résultats étaient sensiblement identiques à la Clásica José María Córdova de Rionegro, avec un seul homme dans les dix premiers du général, Bolívar, quatrième (et deuxième de la catégorie Espoir), pas de victoire d'étape ni de classements annexes. À la mi-avril, la Clásica de Fusagasugá n'inverse pas la tendance. Aucune victoire à l'actif des deux équipes de la formation et seul le vétéran Juan Diego Ramírez termine dans les dix premiers (cinquième).
Le vendredi suivant, lors des championnats de Colombie, deux coureurs de l'effectif brillent. En effet, Carlos Ospina, en catégorie Élite et Isaac Bolívar, chez les Espoirs, remportent chacun le titre national du contre-la-montre individuel. Pourtant déjà médaillés (et même titré pour Ospina) dans les contre-la-montre, ils surprennent les observateurs,. Ces deux premières victoires de la saison sont assorties de la médaille de bronze, chez les Élites, décrochée par Jaime Suaza. Les courses en ligne sont moins des réussites, puisque Ospina et Bolívar sont, également, les premiers de leur formation mais ils finissent dans le peloton, respectivement, à la sixième et à la dixième place de leur épreuve.
La semaine suivante, la formation présente deux équipes au départ de la Vuelta al Tolima. Carlos Ospina est tout près de rééditer sa performance des championnats, en terminant deuxième du prologue. Mais les deux premières étapes sont insatisfaisantes et les équipes ne sont pas présentes au matin de la troisième.
Il en va tout autrement lors de la Clásica de El Carmen de Viboral. Cette fois, les Aguardiente Antioqueño résistent bien aux EPM - UNE, et deux coureurs, Mauricio Ortega et Alex Cano, montent sur le podium. Lorsque Ramiro Rincón s'échappe, dans la première étape, ils font partie d'un quatuor qui se lance à sa poursuite. Le lendemain, Cano fait mieux et remporte l'étape. Et il sera encore deuxième, derrière Rincón, de l'épreuve chronométrée. Cano assortit sa deuxième place, au classement général final, du trophée de la régularité.
Entre deux épreuves du calendrier national, quelques coureurs participent à la Clásica de Girardota. Le récent champion de Colombie de la spécialité, Carlos Ospina s'impose dans le contre-la-montre initial. Malgré la vive opposition des trois EPM - UNE présents, avec l'aide de ses coéquipiers, il remporte l'épreuve, le lendemain.
L'amélioration se confirme, la semaine suivante, lors de la Vuelta a Antioquia. La formation domine le classement par équipes et place cinq hommes dans les dix premiers. Alejandro Ramírez termine deuxième, tout en remportant une étape. Et Jairo Salas s'approprie le classement des étapes volantes.
Puis arrive l'épreuve majeure du calendrier national colombien, le Tour de Colombie. Au départ, la formation semble la plus forte. Elle peut s'appuyer sur des hommes tous capables de s'imposer, comme Alejandro Ramírez, deuxième en 2012 ou sur Mauricio Ortega, monté sur le podium final en 2008. De plus, elle s'est renforcée avec l’arrivée, à l'intersaison, de Mauricio Ardila et de Rafael Infantino. Grâce à ses résultats 2012, Alex Cano en est le fer de lance. Elle l'achève avec cinq victoires d'étapes, deux classements annexes et place deux hommes sur le podium final. Cependant elle manque de remporter le titre, pour vingt secondes.
 Après avoir placé des hommes dans chaque échappée victorieuse des deux premières étapes, Rafael Infantino s'adjuge la troisième avec neuf secondes d'avance sur le groupe des meilleurs. Son coéquipier Jairo Salas s'empare de la tête du classement des étapes volantes, qu'il conserve jusqu'au bout. Le surlendemain, Rafael Montiel profite de l'apathie du peloton pour s'imposer à ses compagnons d'échappée. La septième étape voit la formation s'emparer définitivement de la tête du classement par équipes. Mauricio Ortega s'enfuit dans l'alto de La Línea, son avance culmine à deux minutes trente. Même s'il ne conserve que quatorze secondes à l'arrivée, il se replace pour la course au titre, en compagnie de son coéquipier Alex Cano. Alors que Rafael Infantino en est écarté, ce qui lui permet de s'imposer en solitaire le lendemain. Lors de la onzième étape, l'équipe élimine Jonathan Millán prétendant au titre, puis Mauricio Ortega prend la tête de la course, le jour suivant, à la faveur de la défaillance du leader éphémère Luis Largo. Ortega se retrouve avec trois secondes d'avance sur Óscar Sevilla à deux jours de l'arrivée. Dans l'ascension qui clôt l'étape du lendemain, Sevilla est le premier à lancer les hostilités contre l'équipe Aguardiente Antioqueño. Rapidement, la lutte se circonscrit à un duel entre Sevilla et Cano. L'Espagnol profite des consignes de course de Gabriel Jaime Vélez, qui abandonne Ortega au profit d'une performance utopique de Cano, pour revêtir le maillot tricolore de leader. Le dernier jour, Mauricio Ortega réalise un excellent chrono pour un pur grimpeur et reste sur le podium. Bien que reprenant six secondes à l'Espagnol, son coéquipier Alex Cano doit se contenter de la deuxième place derrière Óscar Sevilla. Tandis que Rafael Infantino gagne sa troisième étape de l'épreuve.

### Été et deuxième partie de saison
Onze jours après l'évènement majeur de la saison cycliste colombienne, les coureurs sont au départ de la Clásica Héroes de la Patria. Pour la première fois en 2013, ils dominent totalement la course et leurs rivaux de l'équipe EPM - UNE. Óscar Álvarez s'impose dans la première étape, et confirme dans la deuxième, en étant le dernier à résister à son coéquipier Mauricio Ortega. Álvarez, gregario dans la formation, remporte ainsi sa première course à étapes depuis 2004 et sa victoire dans la Clásica Marco Fidel Suárez. Le podium est complété par Ortega et Rafael Infantino, vainqueur de la troisième étape. En outre, les membres de la formation s'octroient quatre classements annexes.
Deux semaines plus tard, lors de la Vuelta Marco Fidel Suárez, les résultats sont identiques. L'équipe Élite et les moins de 23 ans de la formation sont alignés. Et tandis qu'Óscar Álvarez remporte la première étape, Mauricio Ortega domine le classement final (en s'adjugeant deux étapes et tous les classements annexes). Sa formation remporte le classement par équipes et son coéquipier Jáder Betancur s'impose chez les Espoirs.
Mauricio Ortega récidive dans l'épreuve suivante. Il remporte la Clásica Ciudad de Girardot, devant Edward Beltrán et son coéquipier Alejandro Ramírez. Échappé avec eux dans la première étape, il prend le meilleur lors du contre-la-montre. La domination est moins flagrante car seuls la victoire de Ramírez, le premier jour et le classement par équipes agrémentent cette victoire.
Après un mois sans compétition, arrive la Vuelta de la Juventud, épreuve la plus importante du calendrier national Espoir. Bien que conscient de la supériorité de l'équipe Coldeportes - Claro, Gabriel Jaime Vélez espère, toutefois, qu'un de ses coureurs monte sur le podium final. César Villegas termine deuxième du prologue et s'empare, le lendemain, du maillot de leader. La course se résume rapidement à un duel entre lui et Daniel Jaramillo. Mais alors que ce dernier grignote son retard, Villegas s'impose dans le contre-la-montre de la cinquième étape et assure définitivement sa victoire. Même si lui, l'avait envisagé au départ, Villegas déjoue, ainsi, tous les pronostics. La formation termine, également, deuxième du classement par équipes.
Pour la cinquième fois consécutivement, la formation remporte le classement général individuel d'une course par étapes. Rafael Montiel inaugure son palmarès dans ce genre d'épreuve, en s'imposant dans la Clásica de Marinilla, épreuve préparatoire au Clásico RCN. Dans la fugue du premier jour, le nouveau résident de la ville hôte profite de sa connaissance du terrain pour faire la différence dans le contre-la-montre du lendemain. Son coéquipier Óscar Álvarez termine troisième tandis que Carlos Ospina est sacré meilleur grimpeur de l'épreuve et la formation, meilleure équipe du plateau.
Au départ du Clásico RCN, deuxième épreuve la plus importante du calendrier cycliste colombien, l'équipe arrive avec la volonté de remporter la course. Alex Cano en est le leader, il s'appuie sur trois hommes expérimentés Mauricio Ortega, Alejandro Ramírez et Juan Diego Ramírez.
Deux hommes remportent une étape, Jairo Salas dans un sprint massif et Oscar Álvarez en disposant du groupe des favoris. Mais la quatrième étape se révèle la plus importante de la course. Les EPM - UNE paraissent avoir réussi un coup de maître. Leur directeur technique, Raúl Mesa profite de l'étroit marquage des Aguardiente Antioqueño sur leur leader Óscar Sevilla, il piège Alex Cano, en lançant deux hommes forts Giovanni Báez et Walter Pedraza dans une échappée avec le seul Rafael Montiel. Ceux-ci arrivent avec plus de deux minutes trente d'avance sur le peloton à Zipaquirá. Cependant, bien que Pedraza prenne le maillot jaune le lendemain, ils perdent régulièrement du temps pour terminer au-delà de la dixième place, au contraire de Camilo Gómez et d'Óscar Soliz, présents aussi dans l'échappée. Gómez conserve plus de deux minutes de l’avantage accumulé ce jour-là pour s'adjuger l'épreuve et le Bolivien, quelques secondes, pour terminer deuxième. L'Espagnol Sevilla et Cano justifient leur statut de favoris en terminant immédiatement derrière. Dans le classement par équipes, la formation termine également quatrième.
Malgré l'échec du Clásico RCN, elle reprend sa domination sur le circuit colombien. Trois semaines plus tard, Alex Cano s'adjuge sa deuxième course par étapes du calendrier national, après la Vuelta a Antioquia 2012. Tandis que Rafael Montiel s'impose la veille de l'arrivée, deuxième de la première étape de la Vuelta de Santander, Cano, spécialiste de l'exercice, domine le contre-la-montre individuel du dernier jour, et s'impose au classement général individuel et de la régularité. Cependant, il est le seul de la formation dans les dix premiers, et celle-ci ne termine que quatrième du classement par équipes.
L'équipe Aguardiente Antioqueño - Lotería de Medellín, comme beaucoup de formations colombiennes, clôt la saison 2013, à l'occasion du Clásico El Colombiano. Jairo Salas termine troisième de la première étape, disputée sous la forme d'un critérium. Il s'impose, néanmoins, deux jours plus tard, dans le classement des étapes volantes tout comme son jeune équipier Brayan Sánchez dans le classement du meilleur grimpeur. La deuxième étape en circuit se termine par un sprint où Alex Cano finit deuxième. Par le jeu des bonifications, Cano échoue à la troisième place du classement final.

## Effectif
| Coureur            | Date de naissance | Nationalité | Équipe 2012                                     |
| ------------------ | ----------------- | ----------- | ----------------------------------------------- |
| Óscar Álvarez      | 09.12.1977        | Colombie    | Gobernación de Antioquia - Indeportes Antioquia |
| Mauricio Ardila    | 21.05.1979        | Colombie    | Colombia - Claro                                |
| Isaac Bolívar      | 09.05.1991        | Colombie    | EPM - UNE (Sub 23)                              |
| Alex Cano          | 13.03.1983        | Colombie    | Gobernación de Antioquia - Indeportes Antioquia |
| Alexis Castro      | 15.10.1980        | Colombie    | Formesan - Bogotá Humana - Pinturas Bler        |
| Rafael Infantino   | 28.08.1984        | Colombie    | EPM - UNE                                       |
| Rafael Montiel     | 28.06.1981        | Colombie    | Gobernación de Antioquia - Indeportes Antioquia |
| Mauricio Ortega    | 22.10.1980        | Colombie    | EPM - UNE                                       |
| Carlos Ospina      | 10.09.1982        | Colombie    | Gobernación de Antioquia - Indeportes Antioquia |
| Alejandro Ramírez  | 15.08.1981        | Colombie    | Gobernación de Antioquia - Indeportes Antioquia |
| Juan Diego Ramírez | 21.07.1971        | Colombie    | Supergiros - Redetrans                          |
| Jairo Salas        | 02.06.1984        | Colombie    | GW Shimano - Chec - Envía                       |
| Jaime Suaza        | 25.09.1986        | Colombie    | Gobernación de Antioquia - Indeportes Antioquia |

## Bilan de la saison

### Calendrier
| Date            | Course                                             | Pays     | Classe | Meilleur coureur   | Classement       |
| --------------- | -------------------------------------------------- | -------- | ------ | ------------------ | ---------------- |
| 22-24/02/2013   | Clásica José María Córdova de Rionegro             | Colombie | HC     | Isaac Bolívar      | 4e               |
| 20-24/03/2013   | Vuelta al Valle del Cauca                          | Colombie | CNC    | Isaac Bolívar      | 6e               |
| 11-13/04/2013   | Clásica Nacional de Fusagasugá                     | Colombie | CNC    | Juan Diego Ramírez | 5e               |
| 19/04/2013      | Championnat de Colombie du contre-la-montre Espoir | Colombie | CN     | Isaac Bolívar      | Vainqueur        |
| 19/04/2013      | Championnat de Colombie du contre-la-montre        | Colombie | CN     | Carlos Ospina      | Vainqueur        |
| 20/04/2013      | Championnat de Colombie sur route Espoir           | Colombie | CN     | Isaac Bolívar      | 10e              |
| 21/04/2013      | Championnat de Colombie sur route                  | Colombie | CN     | Carlos Ospina      | 6e               |
| 24-28/04/2013   | Vuelta al Tolima                                   | Colombie | CNC    | -                  | Équipes retirées |
| 8-11/05/2013    | Clásica de El Carmen de Viboral                    | Colombie | CNC    | Alex Cano          | 2e               |
| 18-19/05/2013   | Clásica Ciclística Alcaldía de Girardota           | Colombie | HC     | Carlos Ospina      | Vainqueur        |
| 22-26/05/2013   | Vuelta Nacional Antioquia la Más Educada           | Colombie | CNC    | Alejandro Ramírez  | 2e               |
| 9-23/06/2013    | Tour de Colombie                                   | Colombie | 2.2    | Alex Cano          | 2e               |
| 4-7/07/2013     | Clásica Nacional Héroes de la Patria               | Colombie | CNC    | Óscar Álvarez      | Vainqueur        |
| 17-21/07/2013   | Vuelta Internacional Marco Fidel Suárez            | Colombie | CNC    | Mauricio Ortega    | Vainqueur        |
| 31/07-4/08/2013 | Clásica Nacional Ciudad de Girardot                | Colombie | CNC    | Mauricio Ortega    | Vainqueur        |
| 9-15/09/2013    | Vuelta de la Juventud                              | Colombie | CNC    | César Villegas     | Vainqueur        |
| 18-20/09/2013   | Clásica Ramón Emilio Arcila de Marinilla           | Colombie | CNC    | Rafael Montiel     | Vainqueur        |
| 27/09-6/10/2013 | Clásico RCN                                        | Colombie | CNC    | Alex Cano          | 4e               |
| 23-27/10/2013   | Vuelta Internacional Gobernación de Santander      | Colombie | CNC    | Alex Cano          | Vainqueur        |
| 1-3/11/2013     | Clásico El Colombiano                              | Colombie | CNC    | Alex Cano          | 3e               |

### Victoires
Seules les victoires dans une épreuve reconnue par la fédération internationale sont comptabilisés ici.
| Date       | Course                                              | Pays     | Classe | Vainqueur        |
| ---------- | --------------------------------------------------- | -------- | ------ | ---------------- |
| 19/04/2013 | Championnat de Colombie du contre-la-montre espoirs | Colombie | CN     | Isaac Bolívar    |
| 19/04/2013 | Championnat de Colombie du contre-la-montre         | Colombie | CN     | Carlos Ospina    |
| 11/06/2013 | 3e étape du Tour de Colombie                        | Colombie | 2.2    | Rafael Infantino |
| 13/06/2013 | 5e étape du Tour de Colombie                        | Colombie | 2.2    | Rafael Montiel   |
| 15/06/2013 | 7e étape du Tour de Colombie                        | Colombie | 2.2    | Mauricio Ortega  |
| 16/06/2013 | 8e étape du Tour de Colombie                        | Colombie | 2.2    | Rafael Infantino |
| 23/06/2013 | 14e étape du Tour de Colombie                       | Colombie | 2.2    | Rafael Infantino |

### Classement UCI
L'équipe Aguardiente Antioqueño - Lotería de Medellín n'étant pas affiliée à l'UCI, ne participe pas à l'UCI America Tour 2013. Cependant individuellement, les résultats des coureurs de la formation, dans les épreuves du circuit continental, sont comptabilisés. Ainsi, Isaac Bolívar termine au vingt-cinquième rang et premier d'entre eux.
| Rang | Coureur           | Points |
| ---- | ----------------- | ------ |
| 25   | Isaac Bolívar     | 62     |
| 35   | Mauricio Ardila   | 54,67  |
| 50   | Alex Cano         | 45     |
| 99   | Mauricio Ortega   | 28     |
| 114  | Rafael Infantino  | 24     |
| 254  | Rafael Montiel    | 8      |
| 277  | Alejandro Ramírez | 6      |

### Récapitulatif
Le bilan de la saison cycliste 2013 de la formation Aguardiente Antioqueño - Lotería de Medellín s'établit comme suit :
- 7 victoires dans des courses à étapes ;
- 2 titres nationaux ;
- 21 étapes gagnées ;
- 6 classements par équipes ;
- 3 trophées du meilleur grimpeur ;
- 4 classement de la régularité ;
- 5 classements des étapes volantes ;
- 1 classement du meilleur Espoir.

| Victoires dans les courses à étapes |                 |        |
| Rang                                | Coureur         | Nombre |
| 1                                   | Mauricio Ortega | 2      |
| 2                                   | Óscar Álvarez   | 1      |
| -                                   | Alex Cano       | 1      |
| -                                   | Rafael Montiel  | 1      |
| -                                   | Carlos Ospina   | 1      |
| -                                   | César Villegas  | 1      |

| Victoires dans les championnats nationaux |               |        |
| Rang                                      | Coureur       | Nombre |
| 1                                         | Isaac Bolívar | 1      |
| -                                         | Carlos Ospina | 1      |

| Nombre de victoires d'étapes par coureur |                   |        |
| Rang                                     | Coureur           | Nombre |
| 1                                        | Rafael Infantino  | 4      |
| -                                        | Mauricio Ortega   | 4      |
| 3                                        | Óscar Álvarez     | 3      |
| -                                        | Rafael Montiel    | 3      |
| 5                                        | Alex Cano         | 2      |
| -                                        | Alejandro Ramírez | 2      |
| 7                                        | Jairo Salas       | 1      |
| -                                        | Carlos Ospina     | 1      |
| -                                        | César Villegas    | 1      |